# Карбовка (Кировоградская область)
Карбовка (укр. Карбівка) — село в Добровеличковской поселковой общине Новоукраинского района Кировоградской области Украины.
До 2020 года входило в Добровеличковский район
Население по переписи 2001 года составляло 479 человек. Почтовый индекс — 27017. Телефонный код — 5253. Занимает площадь 2,78 км². Код КОАТУУ — 3521782401.